# God (film)
God è un film drammatico indipendente tedesco del 2016 diretto dal regista olandese Edwin Brienen, girato in lingua inglese con cast internazionale e liberamente ispirato alla storia di Edward Snowden, qui chiamato Engelbert Winter, e della sua compagna.

## Distribuzione e accoglienza
Il film ha esordito nei cinema tedeschi il 29 dicembre 2016. In quelli olandesi ha debuttato il 10 febbraio 2017. Ha partecipato a diversi festival internazionali, tra cui negli Stati Uniti d'America il Great Lakes International Film Festival il 21 settembre 2017 e il Lower East Side Festival of the Arts il 28 maggio 2018 e in Germania il Boddinale International Film Festival a Berlino, dove il film è girato, il 18 febbraio 2018.
Negli Stati Uniti e nel Regno Unito è uscito in Blu-Ray edito da BrinkVision il 26 ottobre 2018 come parte della Edwin Brienen Collection insieme ad altri 4 lungometraggi del regista. Su IMDB ha una votazione media di 8.6/10. È inedito in Italia nonostante sia il montatore, sia la make up artist sia alcuni attori, tra cui uno dei protagonisti, il regista Umberto Baccolo (che ha un monologo in lingua italiana da lui improvvisato nel ruolo del viscido giornalista), siano italiani.